# 3C 58
3C 58 (SNR G130.7+03.1) – pozostałość po supernowej, znajdująca się w naszej Galaktyce, w gwiazdozbiorze Kasjopei. Możliwe jest, że jest to pozostałość po wybuchu supernowej SN 1181, obserwowanej przez chińskich i japońskich astronomów w 1181 roku. W jej centrum znajduje się pulsar PSR J0205+64.
Obserwacje w promieniowaniach X prowadzone przez teleskop kosmiczny Chandra pozwoliły ustalić, że pulsar jest otoczony przez torus wysokoenergetycznej materii, z którego centrum na odległość kilku lat świetlnych rozchodzą się dżety. Wykazały również, że powierzchnia gwiazdy neutronowej jest zimniejsza niż wynikałoby to ze znanych teorii (w 2002 roku). Zasugerowano wtedy, że PSR J0205+64 może być gwiazdą kwarkową. Alternatywnym rozwiązaniem problemu jest inne określenie wieku 3C 58, musiałaby być starsza od supernowej, która wybuchła w 1181 roku.